# Уолоуа (град, Орегон)
Уолоуа (на английски: Wallowa) е град в окръг Уолоуа, щата Орегон, САЩ. Уолоуа е с население от 869 жители (2000) и обща площ от 1,6 km². Намира се на 899,2 m надморска височина. ЗИП кодът му е 97885, а телефонният му код е 541.